# Тео Сарапо
Тео Сара́по (фр. Théo Sarapo, настоящее имя Теофанис Ламбукас (греч. Θεοφάνης Λαμπουκάς), 26 января 1936 — 28 августа 1970) — французский певец и актёр греческого происхождения. Второй и последний муж Эдит Пиаф.

## Биография
Был парикмахером по профессии. Его отец владел салоном красоты. Теофанис начал рано петь. В возрасте восемнадцати лет принял участие в песенном конкурсе. В 1956 году был призван в армию и тринадцать месяцев спустя отправлен в Алжир. После возвращения в Париж познакомился с Эдит Пиаф. Она придумала ему псевдоним Сарапо (от греч. σ 'αγαπώ, «я тебя люблю»).
Их совместное выступление состоялось в парижской Олимпии.
Эдит Пиаф отреклась от католичества, чтобы согласно желанию Тео их венчание состоялось в греческой церкви. Они обвенчались 9 октября 1962 года в парижском соборе Святого Стефана. Ровно через год, 10 октября 1963 года Эдит умерла. После смерти жены он унаследовал лишь её долги, составившие семь миллионов франков, в результате чего лишился квартиры. Погиб в автокатастрофе спустя семь лет. Похоронен на кладбище Пер-Лашез, рядом с женой.

## Фильмография
- 1963 — Джудекс / Judex — Моралес
- 1970 — Полицейский / Un condé — Люпо